# 北浦町 (宮崎県)

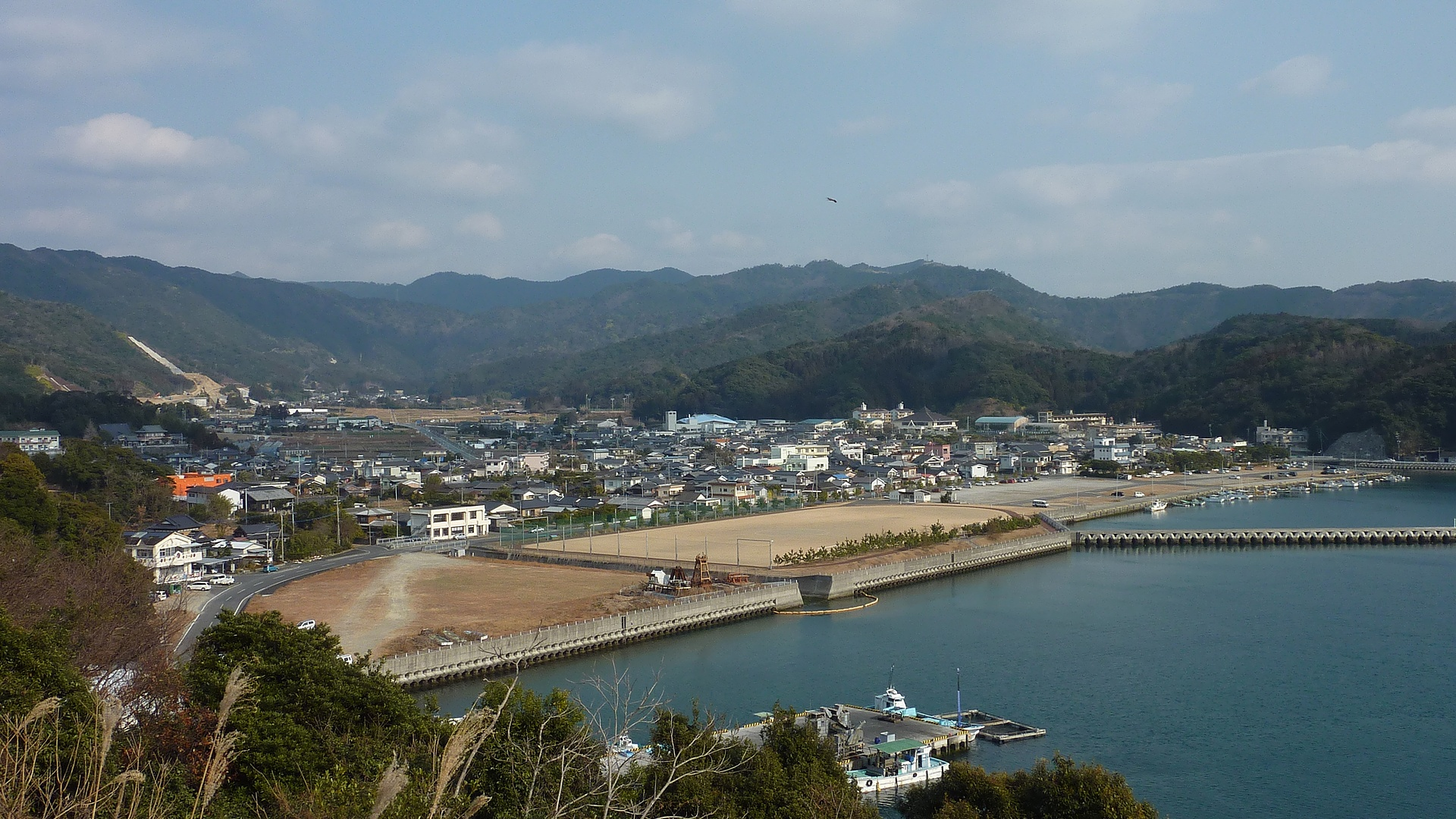
北浦町古江

北浦町（きたうらちょう）は、かつて宮崎県東臼杵郡におかれていた町。2006年2月20日に延岡市へ編入された。
現在は旧町域に延岡市の地域自治区「北浦町」（きたうらまち）が設置されている。

## 地理
宮崎県の最北東部に東西8.8 km、南北13.5 kmのエリアにあり、4つの「大字」（市振、古江、宮野浦、三川内）と13の「地区」で構成されている。日向灘に面した東側には、リアス式海岸が形成されていて「日向松島」と呼ばれている。
北部の境界は大分県と県境を成していた。平成の大合併以前は大分県佐伯市および蒲江町と接していたが、当町が編入される以前の2005年3月3日に蒲江町が佐伯市に編入されている。それ以前からの佐伯市域との境界部には一般的な自動車で通行可能な道路が通っていないため、佐伯市に行くには旧蒲江町部分を通る必要がある。

## 歴史
- 1889年5月1日 - 町村制施行により、東臼杵郡北浦村（きたうらそん）設置。
- 1972年11月1日 - 単独町制施行。東臼杵郡北浦町。
- 2006年2月20日 - 延岡市に編入、北浦町消滅。町役場は延岡市北浦総合支所に。

## 経済

### 産業
日向灘で行われる漁業が中心。

## 地域

### 教育
中学校

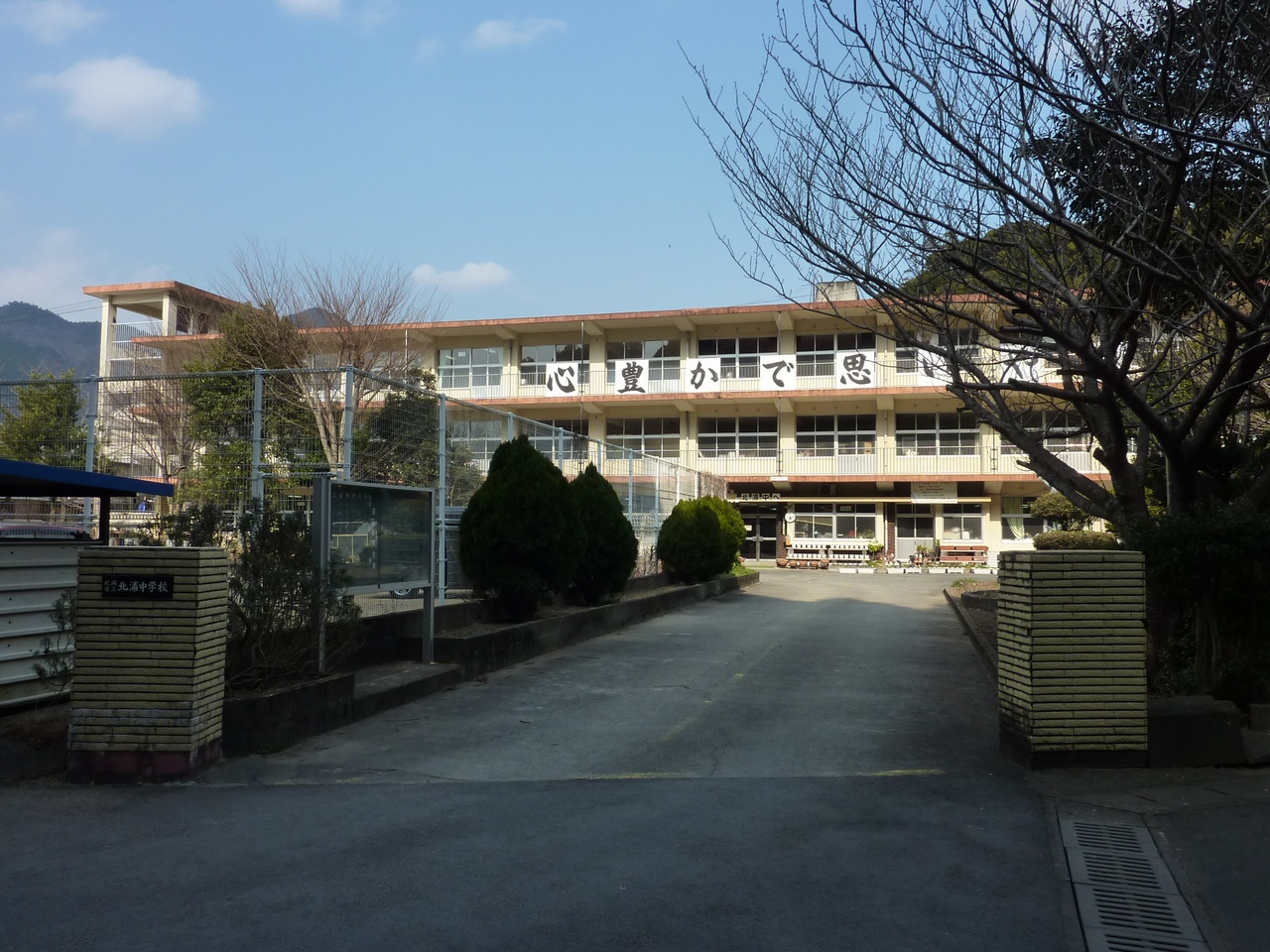
北浦町立北浦中学校
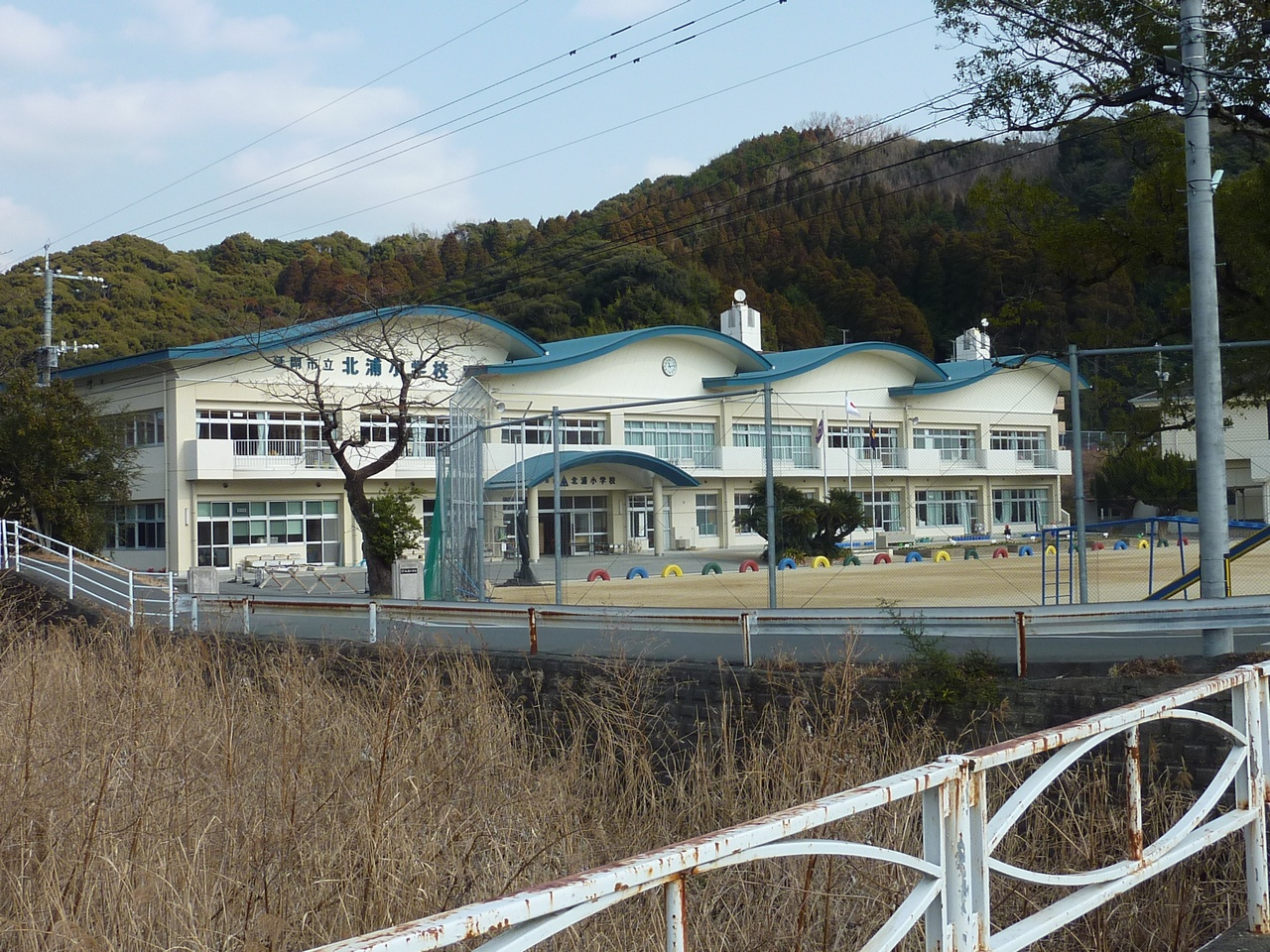
北浦町立三川内中学校
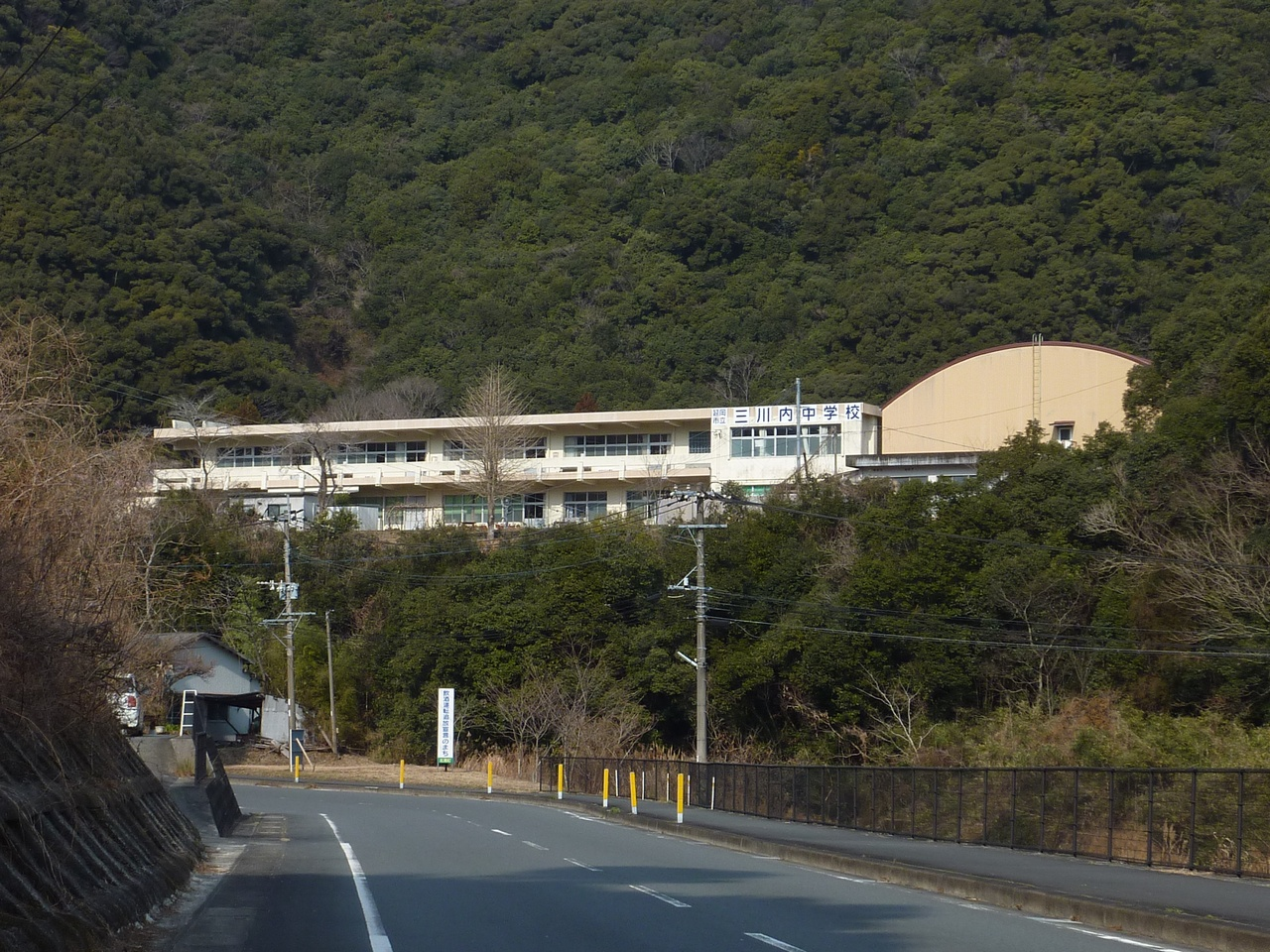
三川内中学校
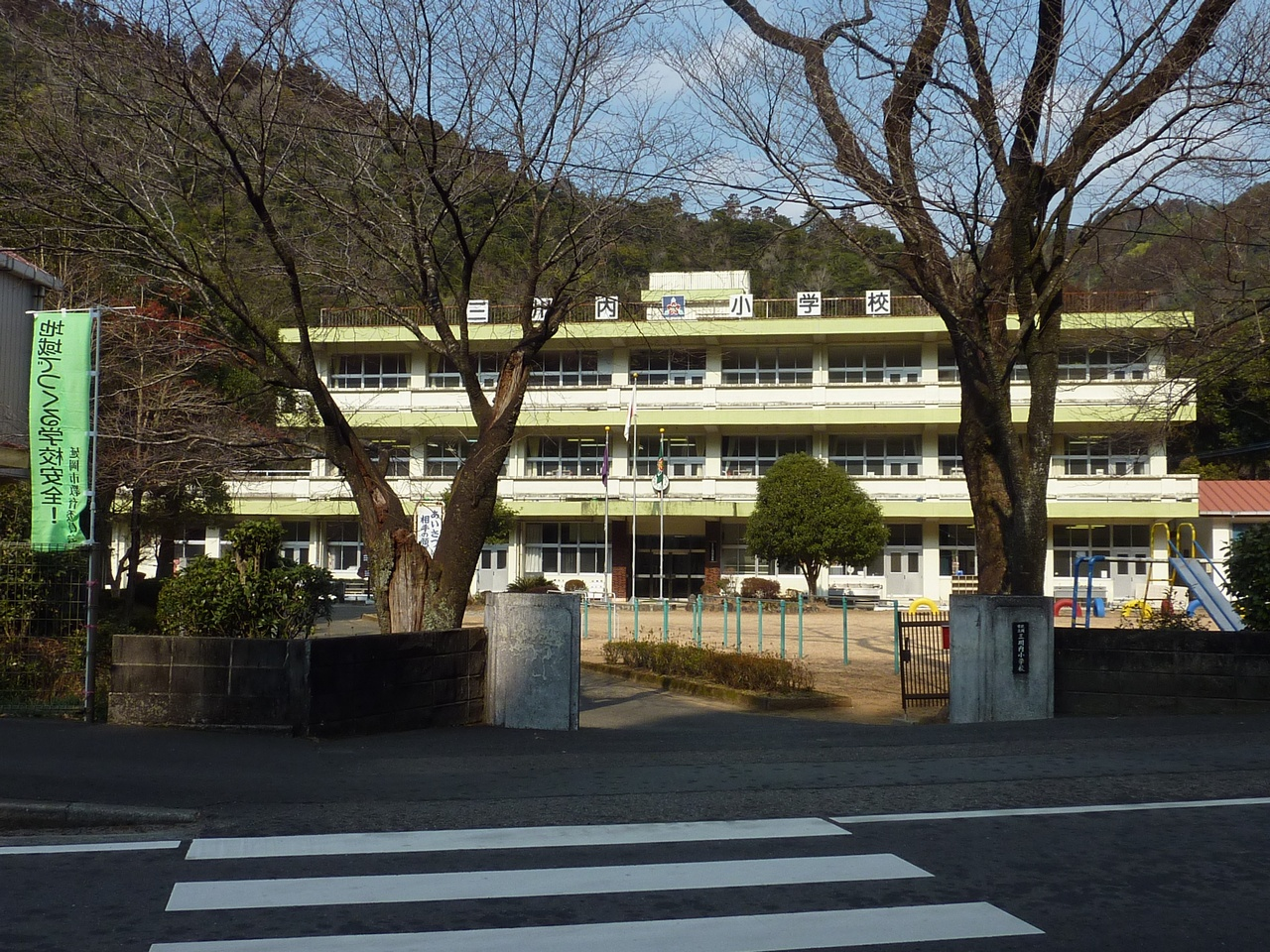
三川内小学校

小学校
- 北浦町立北浦小学校
  - 宮野浦分校
- 北浦町立三川内小学校

- 北浦中学校
- 北浦小学校
- 三川内中学校
- 三川内小学校

## 交通

### 空港
- 最寄り空港は宮崎空港。

### 鉄道
- 最寄り鉄道駅は延岡駅。

### バス路線

#### 一般路線バス
- 宮崎交通
  - 延岡市 - 北浦町

### 道路
- 国道388号 - 一般国道。佐伯市方面へ繋がる。ただし県境付近は未改良。下阿蘇海水浴場の道路沿いに道の駅北浦が設置されている。
- 宮崎県道43号北川北浦線 - 県道（主要地方道）
- 宮崎県道122号古江丸市尾線

合併時点では町域内に高速道路がなかったが、合併後に旧町域に東九州自動車道が開通している。最寄りインターチェンジは北浦IC。2013年2月16日に北浦IC-蒲江IC（大分県佐伯市蒲江）間が開通した。延岡市街方面は2014年3月8日に北浦IC-須美江ICが開通。

## 観光スポット
- 日豊海岸国定公園
  - 島浦島
  - 南北浦海岸
  - 下阿蘇海水浴場
  - 道の駅北浦

## 同名の町
秋田県と茨城県に、同名の町が存在していたが、いずれも市町村合併により消滅している。

## 出身者
- 馬場健 (華道家、若手華道家グループIKENO BOYSメンバー)